# Höllentalspitze
La Höllentalspitze (littéralement « aiguille du Val d'Enfer ») est un sommet des Alpes, à 2 743 m d'altitude, dans le Wetterstein, en Allemagne (Bavière). Elle est composée de trois pointes :
- la Höllentalspitze intérieur (Innere Höllentalspitze), 2 741 m ;
- la Höllentalspitze central (Mittlere Höllentalspitze), 2 743 m ;
- la Höllentalspitze extérieur (Äußere Höllentalspitze), 2 720 m.